# Laat-Paleozoïsche ijstijd

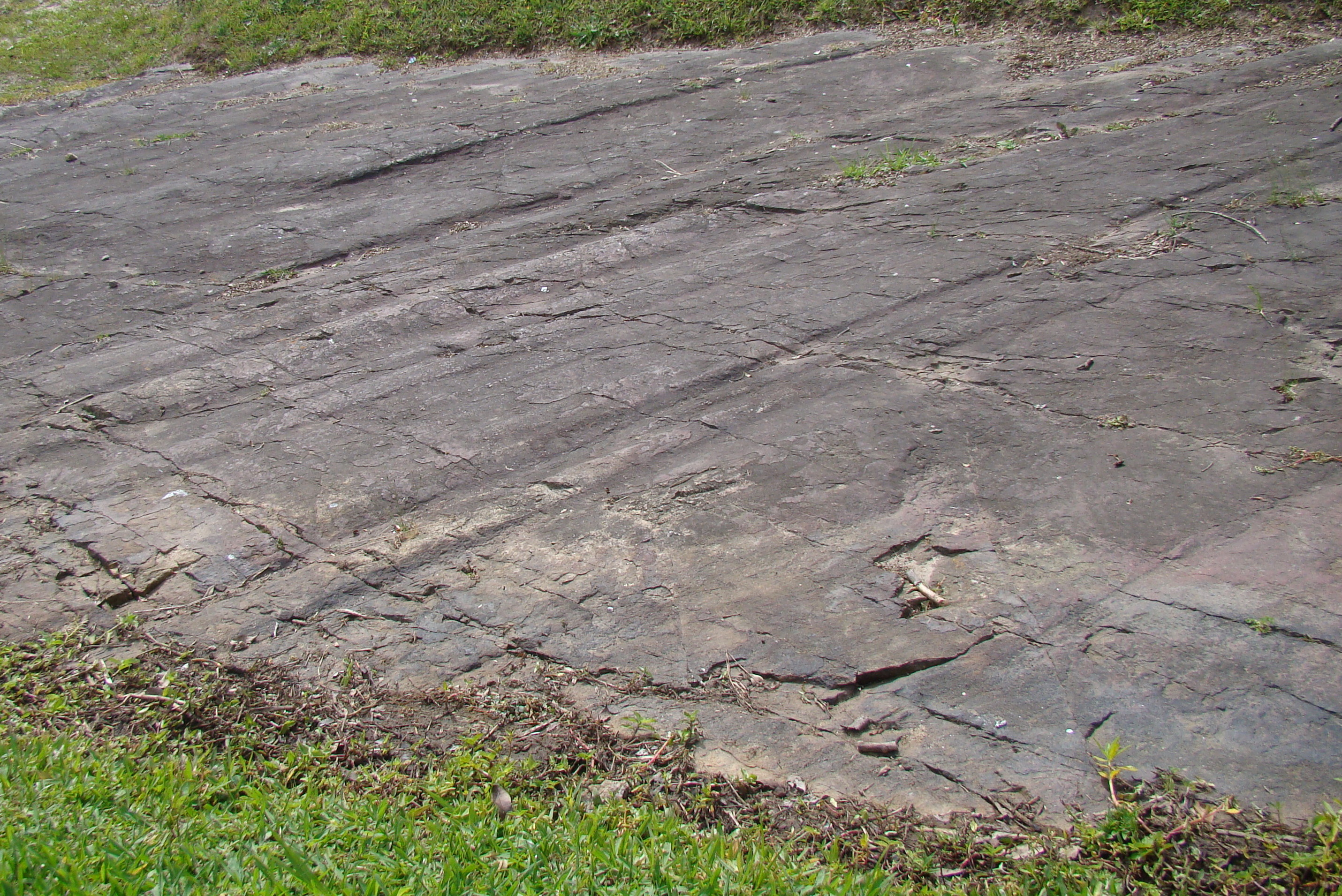
Striae ten gevolge van gletsjers in gesteente bij Colônia Witmarsum, Zuid-Brazilië

De Laat-Paleozoïsche ijstijd (soms ook wel Karoo-ijstijd) was een ijstijd in de geologische periodes Carboon en Perm in het Late Paleozoïcum en duurde ongeveer van 326 tot 260 miljoen jaar geleden. Deze ijstijd was de tweede ijstijd van het eon Fanerozoïcum. De alternatieve naam komt van het gebied Karoo in Zuid-Afrika waar voor het eerst morene-afzettingen uit deze ijstijd ontdekt werden. De ijskap bedekte een deel van het paleocontinent Gondwana, dat zich rond de geografische zuidpool bevond.
Overigens was het Carboon een periode van uitersten. Terwijl rond de zuidpool een grote ijskap lag bevonden zich rond de evenaar (waar het tegenwoordige West-Europa zich bevond) tropische moerassen.

## Vermoedelijke oorzaken
De configuratie van de continenten in het Carboon kan mogelijk de oorzaak van de ijstijd zijn geweest: in het noorden kwam Euramerika tijdens de Oeral-orogenese aan Siberia te liggen en in het zuiden lag het grote continent Gondwana, terwijl de Rheïsche Oceaan tussen de twee zich sloot. Als gevolg daarvan namen de warme zeestromingen tussen de Panthalassa Oceaan en de Paleotethys Oceaan af, waardoor het klimaat wereldwijd meer schommelingen ging vertonen. In de winter accumuleerde sneeuw waardoor er gletsjers groeiden die grote delen van Gondwana bedekten.
Een andere theorie legt de oorzaak bij het feit dat de evolutie van landplanten tijdens het voorafgaande Devoon en de wereldwijde toename van fotosynthese voor hogere concentraties zuurstof en lagere concentraties kooldioxide in de atmosfeer. Tijdens het Carboon strekten enorme kool-moerassen zich uit over Euramerika, van de nieuw gevormde Appalachen tot de hellingen van de Oeral. De concentratie kooldioxide in de atmosfeer lag onder de 300 ppm, een waarde die overeenkomt met waardes voor de Kwartaire glacialen. De afname van het broeikaseffect die dit tot gevolg had was genoeg om de ijskap rond de zuidpool te doen groeien.
Door het begraven raken van koolstof in de vorm van lignine en cellulose met plantaardige resten en het hogere albedo van de Aarde door de uitbreidende ijskap werd het klimaat uiteindelijk te koud voor de planten, wat een einde aan de hoge zuurstofproductie maakte en tot het einde van de ijstijd zou leiden. In het Perm zou de concentratie kooldioxide in de atmosfeer weer boven de 300 ppm uitkomen. Op de lange duur zou de evolutie van termieten, die in hun maag een anoxische omgeving hebben voor methanogene bacteriën, ervoor zorgen dat koolstof in de vorm van methaan terug de atmosfeer in kon komen. Rond 250 Ma was ook de concentratie zuurstof in de atmosfeer weer terug op het huidige niveau.

## Verschuiven van de vergletsjering
Tijdens het Vroeg Carboon lag het centrum waarvanuit de gletsjers zich uitbreidden in wat tegenwoordig Afrika en Zuid-Amerika zijn, in het Laat Carboon was dit verschoven naar het tegenwoordige India en Australië. Een theorie is dat dit veroorzaakt werd door het verschuiven van de aardas, hoewel plaattektonische beweging van Gondwana logischer lijkt.

## Effecten van de Laat-Paleozoïsche ijstijd
De hoge zuurstofconcentratie in het Carboon had belangrijke invloed op de evolutie van planten en dieren. Hogere zuurstofconcentraties en daarmee gepaard gaande hogere atmosferische druk maakten stofwisselingsprocessen mogelijk, waardoor grotere gewervelden en gevleugelde insecten zich konden ontwikkelen. Een voorbeeld is de enorme Meganeura, een insect met een spanwijdte van 60 tot 75 cm. Andere grote evertebraten uit het Carboon zijn de 1,8 m lange Arthropleura, zeeschorpioenen in dezelfde orde van grootte en enorme schorpioenen tot 70 cm.
De hoge zuurstofconcentratie zorgde er ook voor dat er vaker bosbranden waren, waardoor de planten zich naar meer vuurbestendige soorten gingen ontwikkelen en wat uiteindelijk tot de ontwikkeling van bedektzadigen zou leiden. Fylogenetisch onderzoek laat zien dat dit gebeurde toen de bedektzadigen zich van de palmvarens en naaktzadigen afsplitsten.